# Trás-os-Montes

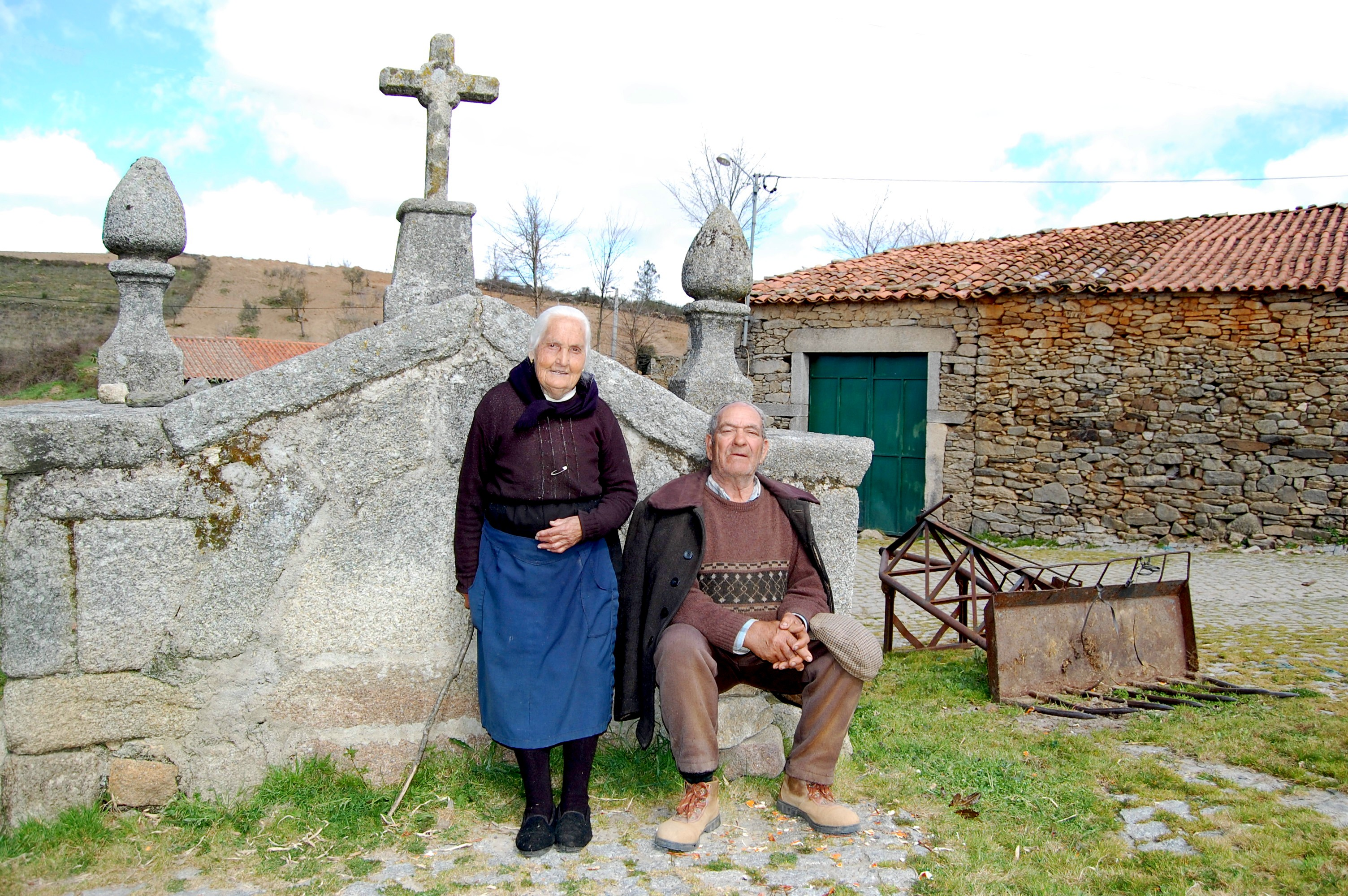
Miejscowi przed gospodarstwem

Trás-os-Montes (wym. [tɾaz uʒ 'mõtɨʃ], dosłownie: Za Górami, w niektórych publikacjach nazywana Transmontanią) – portugalska kraina historyczna, istniejąca formalnie w latach 1936–76 jako Trás-os-Montes e Alto Douro. Zajmuje północno-wschodni, górzysty i relatywnie mało urodzajny narożnik kraju. Ludność: 372 539 (stan na rok 2005), powierzchnia: 10 936 km². Region skupia dzisiejsze dystrykty Bragança i Vila Real; inna większa miejscowość to Chaves. Pasmo górskie, które nadało nazwę prowincji to Serra do Marão, odgradzająca ją na zachodzie od nadmorskiego regionu Minho i obszaru metropolitalnego miasta Porto.

## Podział wewnętrzny
Południową i wschodnią granicę Trás-os-Montes wytycza dolina rzeki Douro. Okolica ta, nazywana Alto Douro (port. Górne Douro), bądź potocznie Terra Quente (Gorąca Ziemia), znana jest w świecie z produkcji wina Porto i w 2001 roku wpisana została z tego tytułu na listę światowego dziedzictwa UNESCO. Inne, warte odnotowania wino tam produkowane to Mateus rosé. Klimat Terra Quente jest łagodniejszy, niż na północy, a uprawia się tam również brzoskwinie, melony, migdały, oliwki i pomarańcze.
Ziemie przyległe do granicy z hiszpańską prowincją Galicja (Hiszpania), z którą łączą Transmontanię silne związki kulturowe - miejscowe dialekty są wzajemnie zrozumiałe - z uwagi na nieprzyjazny klimat nazywane są z kolei Terra Fria (Zimną Ziemią). Jak mówi miejscowe przysłowie, jest tam dziewięć miesięcy zimy i trzy miesiące piekła. W celu ochrony dzikich terenów północnego pogranicza - wrzosowisk, lasów dębowych i ostoi rysia iberyjskiego - utworzono tam w 1979 roku obszar chroniony Montesinho (Parque Natural de Montesinho). W pobliskiej gminie Miranda do Douro, położonej na dalekim wschodzie, mówi się natomiast do dziś w archaicznej odmianie języka asturyjskiego, zwanej mirandyjską (Mirandês).

## Specyfika regionu

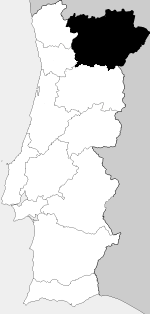
Położenie na mapie Portugalii

Trás-os-Montes to ubogi, konserwatywny region rolniczy. Silnie rozdrobnione gospodarstwa, nazywane są niekiedy ironicznie minifundiami, w odróżnieniu od ogromnych posiadłości ziemskich (latyfundiów), właściwych regionowi Alentejo, położonemu na południu Portugalii. Wielowiekowa izolacja krainy przyczyniła się do tego, że miejscowi mieszkańcy zachowali do dziś obyczaje nieznane w innych częściach kraju. Dla przykładu, we wiosce Rio de Onor, awanturnicy i łotrzy są karani na zebraniach całej społeczności grzywną w postaci określonej liczby wina. Miejscowe tradycje, sięgające nieraz czasów germańskiego królestwa Swebów (410-585 n.e.) stały się obiektem badań antropologicznych, prowadzonych w latach 50. XX wieku. Wypada tu również wspomnieć o gateiro, instrumencie ludowym przypominającym dudy, wskazującym na znaczące wpływy kultury celtyckiej w historii regionu.
Charakterystycznym elementem krajobrazu Trás-os-Montes są espigueiros – kamienne spichrze na żywność, zawieszone nad ziemią przy pomocy głazów, co miało chronić ich zawartość przed szczurami. Inną miejscową osobliwość stanowią białe budowle w kształcie końskich podków - pombais (l.m.), czyli gołębniki, w których dawniej hodowano te ptaki na mięso.
Głównym problemem gospodarczym Transmontanii jest wielowiekowy odpływ młodych mieszkańców regionu do wielkich miast wybrzeża (migracja wewnętrzna) i emigracja. Dość powiedzieć, że pobliska prowincja Minho, o dwukrotnie mniejszej powierzchni, skupia dwa razy więcej mieszkańców. Odludne obszary Trás-os-Montes bywały również azylem dla uchodźców politycznych. Po 1496 roku chronili się tam wydaleni z kraju portugalscy Żydzi.
Pewne nadzieje dało wstąpienie Portugalii do Europejskiej Wspólnoty Gospodarczej (1986) i związane z nim dotacje z funduszy strukturalnych na budowę dróg, oraz utworzenie wyższych uczelni w dwóch głównych miastach regionu: uniwersytetu w Vila Real (1986) i politechniki w Bragançy (połowa lat 90. XX wieku). Po upadku autorytarnej dyktatury António Salazara obserwuje się nawet powroty emigrantów w rodzinne strony.
Najbardziej znany Transmontańczyk to Ferdynand Magellan. Wywodziła się stamtąd również rodzima dynastia królewska Bragança, rządząca krajem od 1640 do 1910 roku.

## Galeria

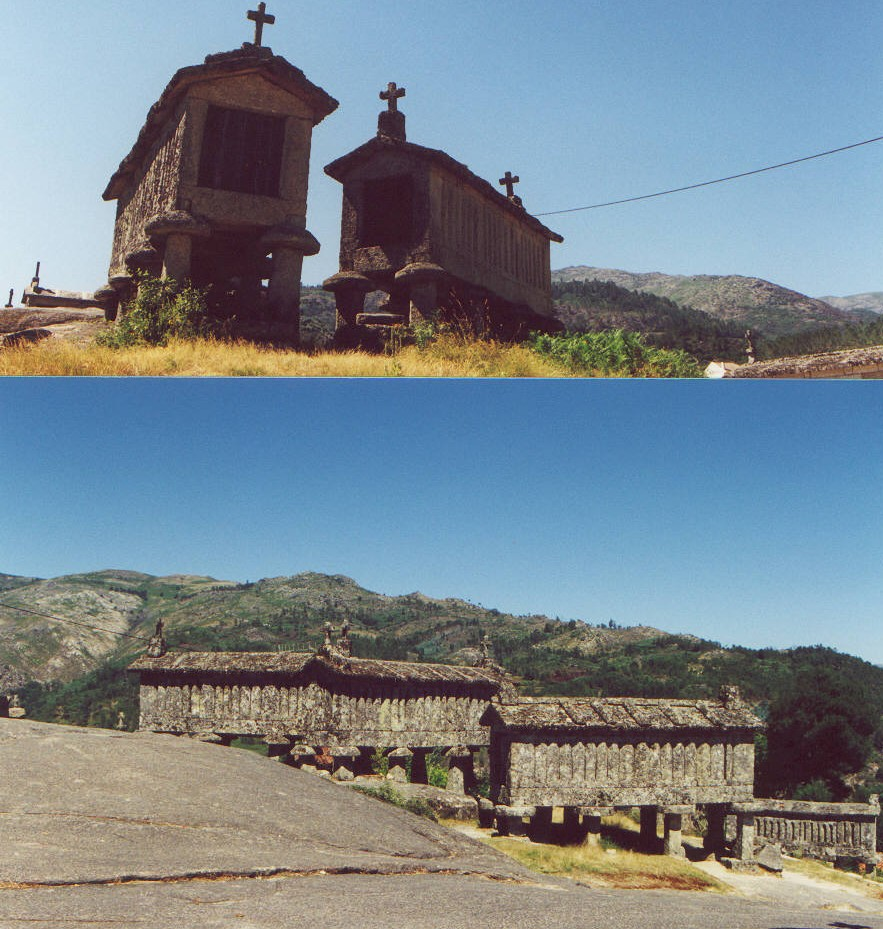
Spichrze (espigueiros) w miejscowości Soajo (Park Narodowy Peneda-Gerês).
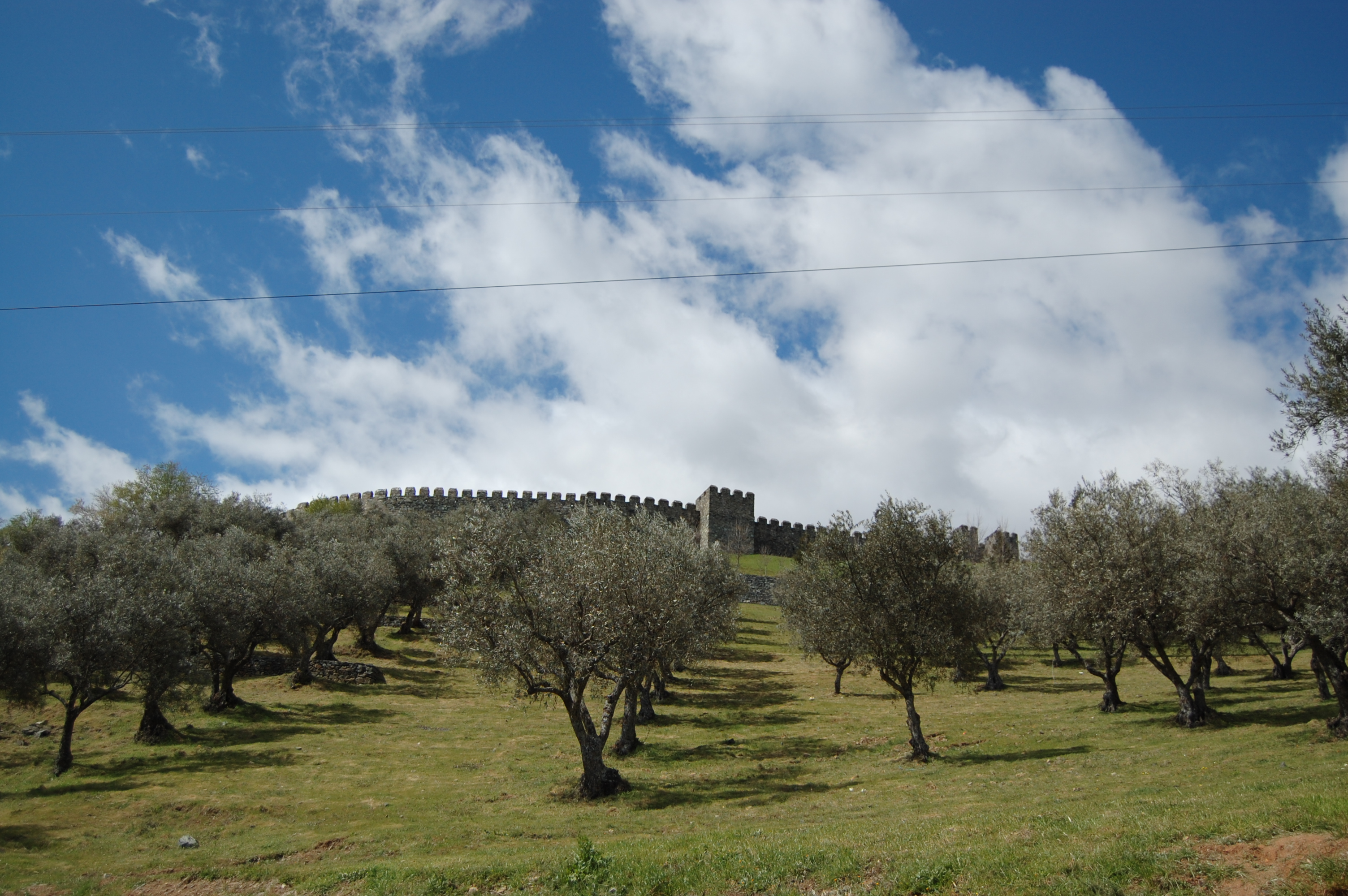
W głębi mury zamku w Bragançy.
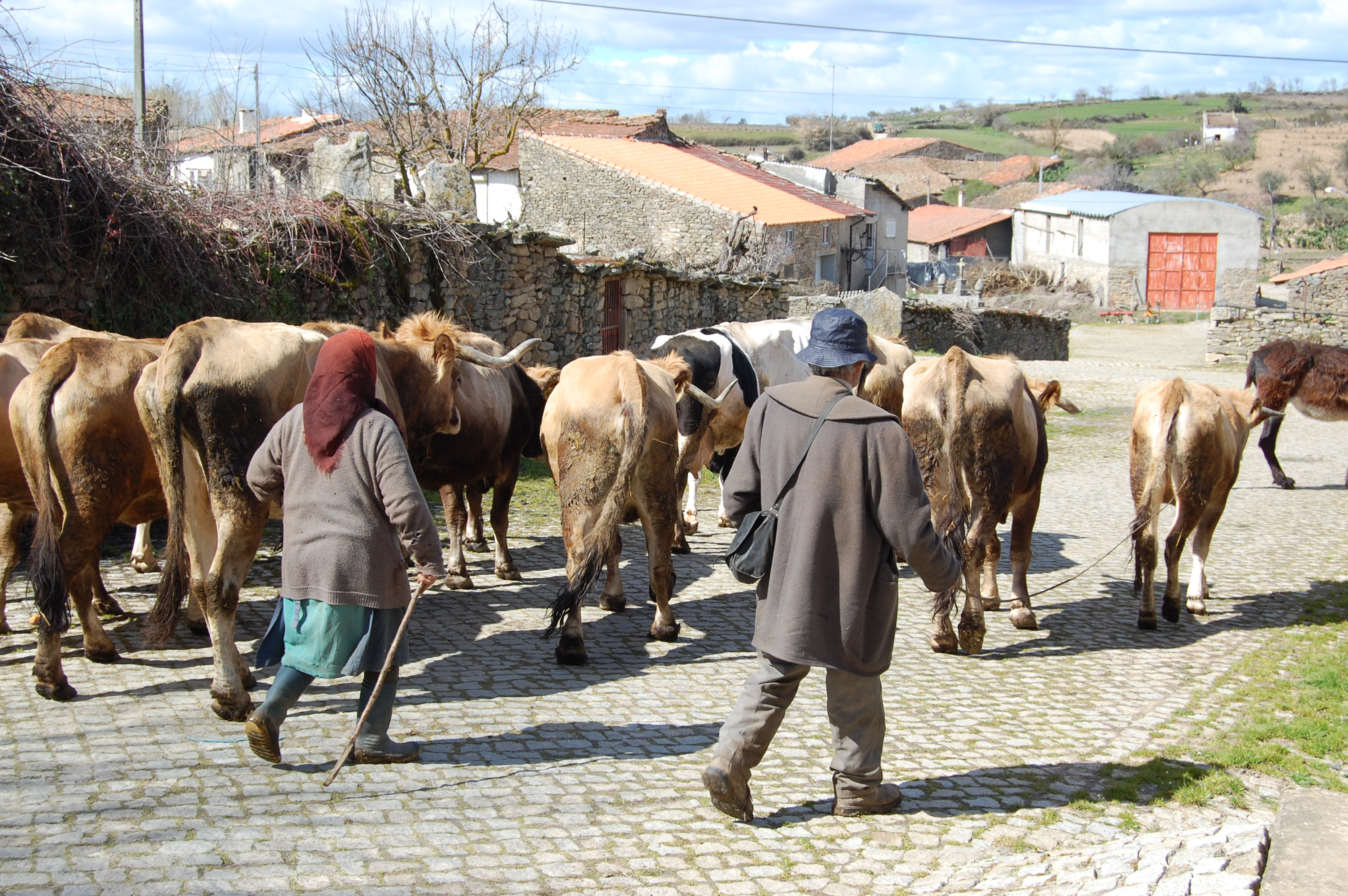
Pasterze z Caçarelhos (gmina Vimioso).
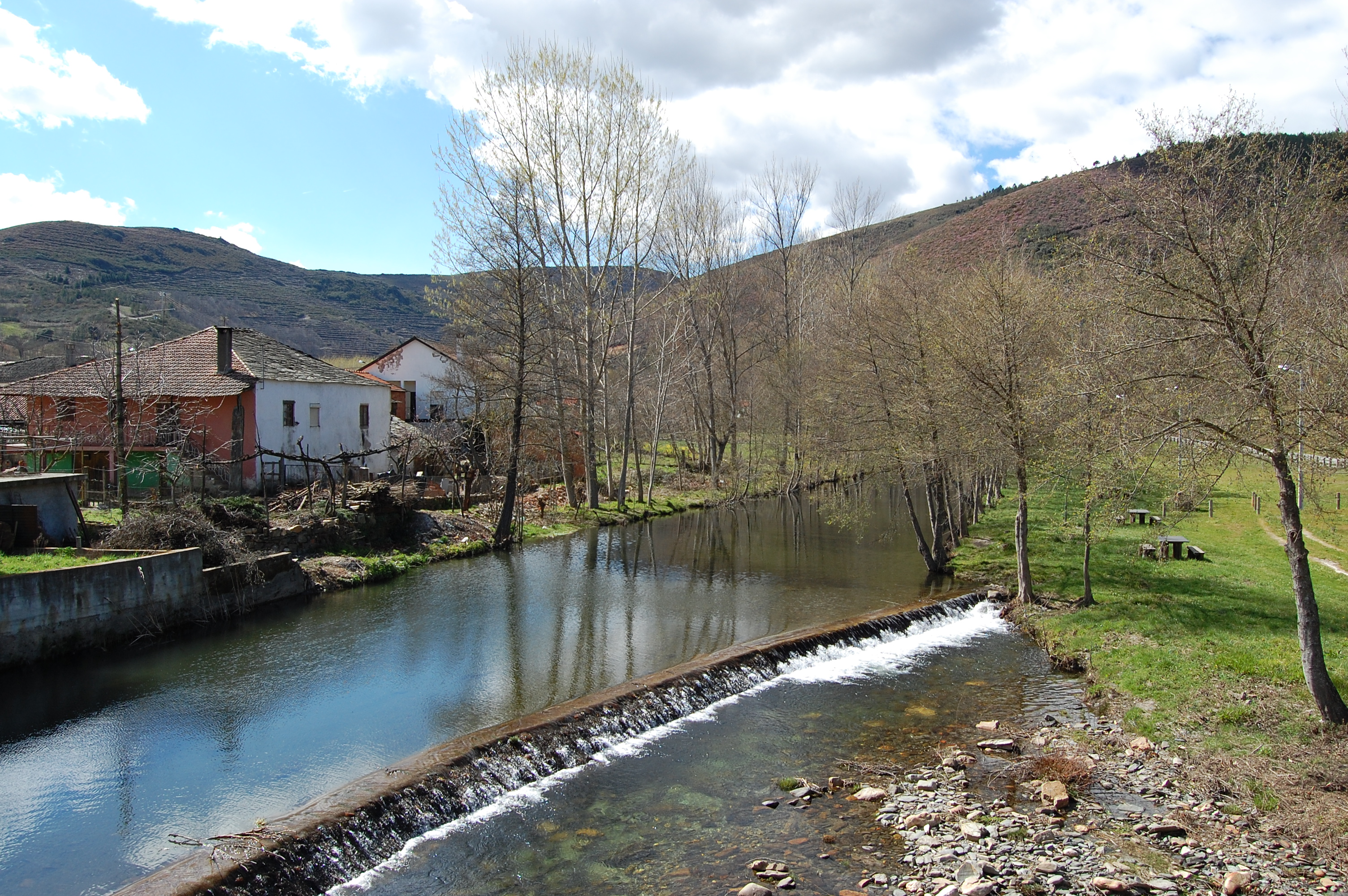
Miejscowość França w obszarze chronionym Montesinho.
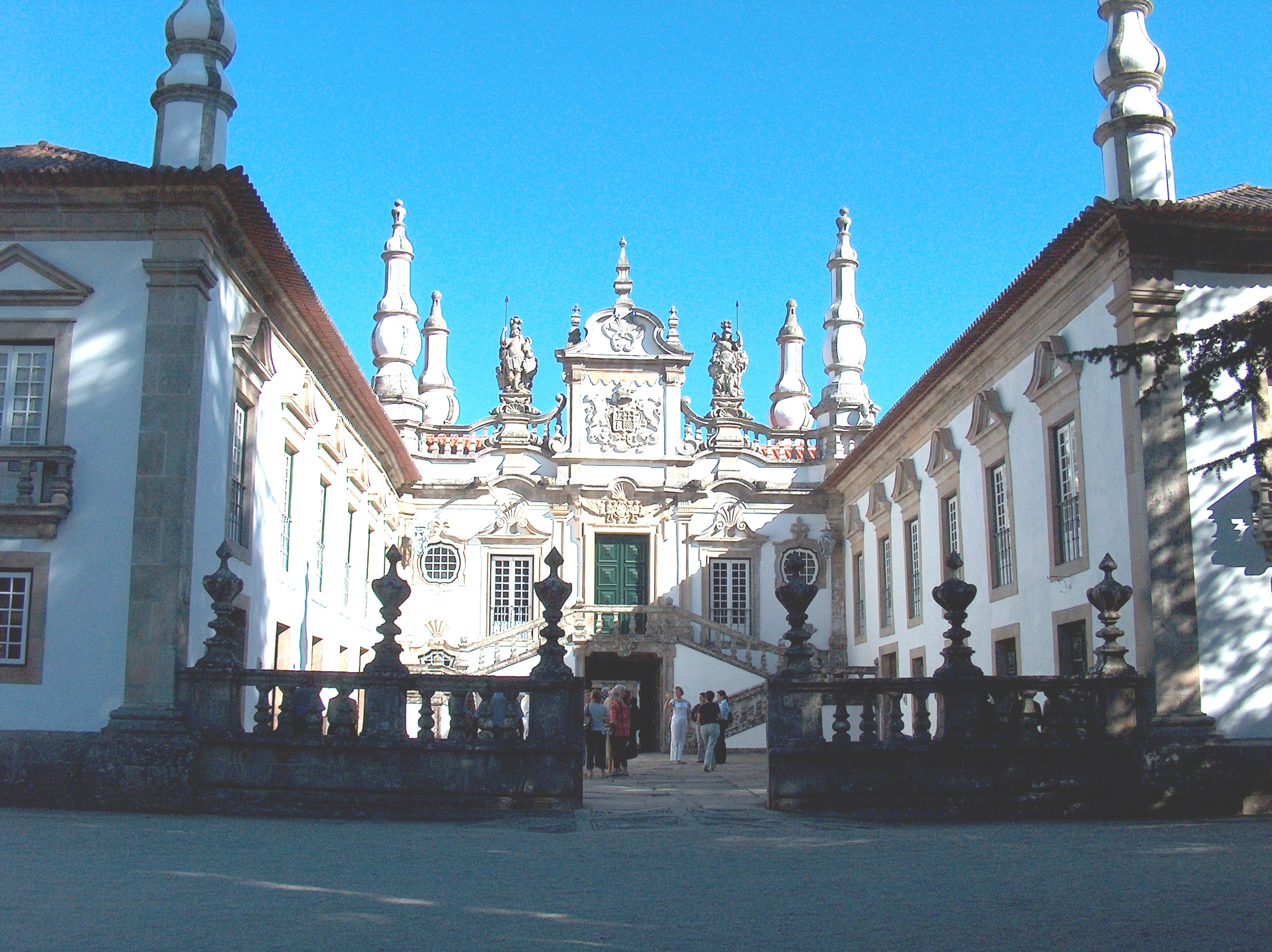
Solar de Mateus, zabytkowy pałac producentów wina Mateus rosé w pobliżu Vila Real.
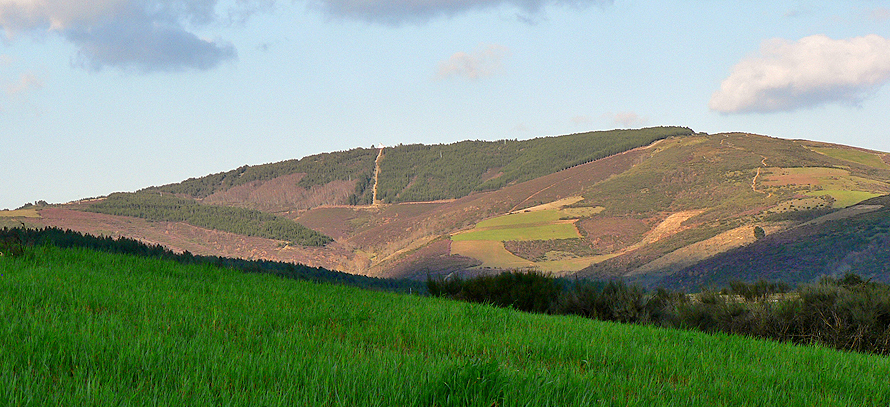
Krajobraz Trás-os-Montes - Serra da Coroa.
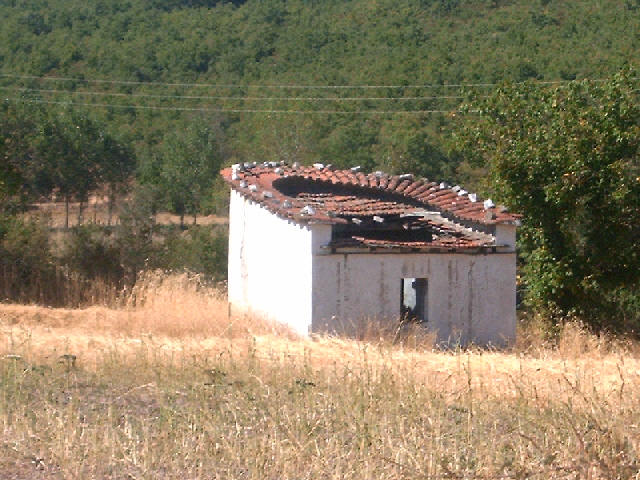
Gołębnik (pombal - l.p.) w Carragosa (gmina Bragança).
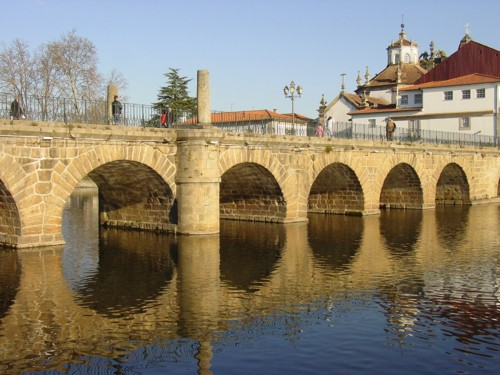
Most rzymski w Chaves (port. Klucze).